# Andreas Schell

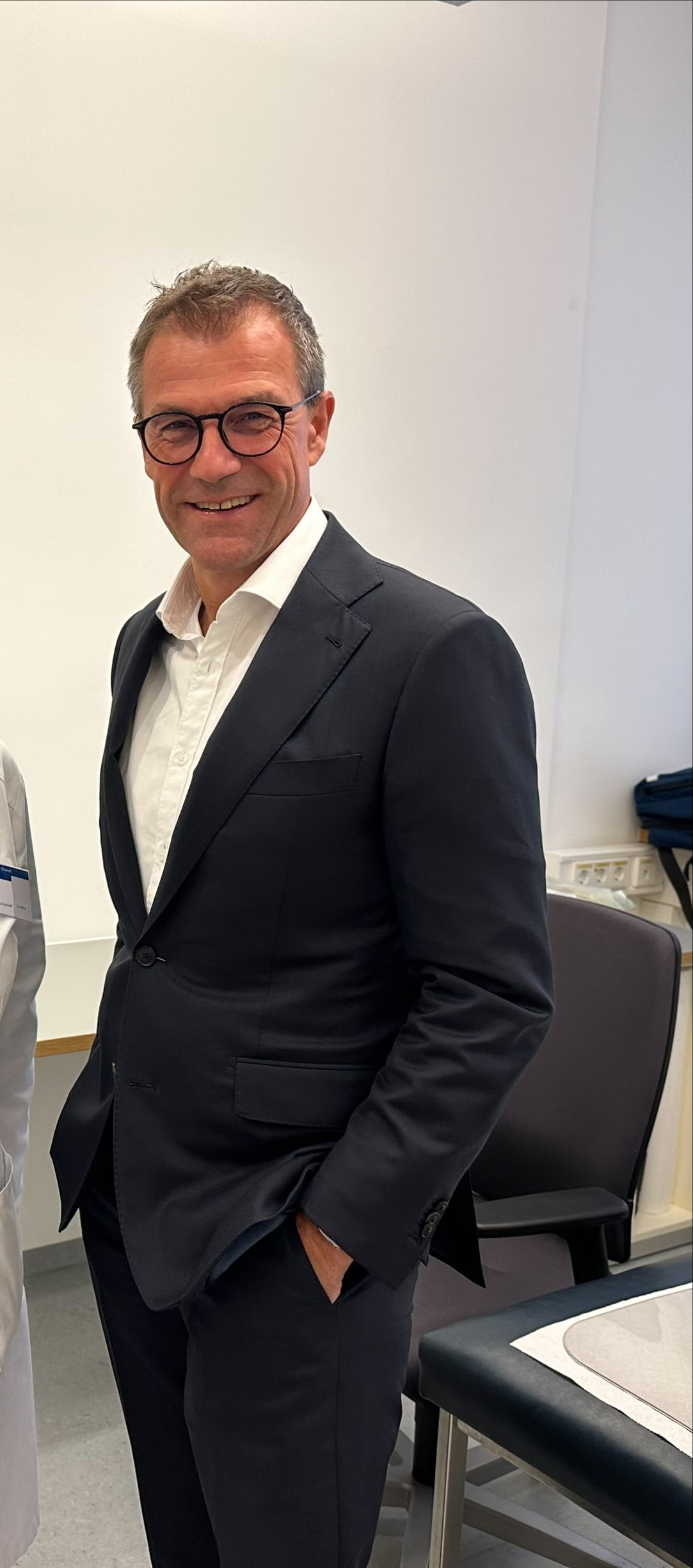
Andreas Schell (2023)

Andreas Schell (* 29. Juli 1969 in Herborn) ist ein deutscher Ingenieur und Manager. Er war von November 2022 bis zum März 2024 Vorstandsvorsitzender der EnBW Energie Baden-Württemberg.

## Ausbildung
Andreas Schell studierte ab 1991 Maschinenbau und Elektrotechnik an der Technischen Universität Clausthal und schloss sein Studium 1996 als Ingenieur ab. Von 1994 bis 1995 verbrachte er ein Auslandssemester an der National University of Science & Technology Bulawayo, Zimbabwe. Von 2003 bis 2005 studierte er an der Michigan State University, wo er den Titel Master of Business Administration erhielt.

## Beruflicher Werdegang
Seine berufliche Karriere begann Schell 1996 im Daimler-Konzern, wo er zuletzt Vice President Electrical Engineering bei Chrysler LLC war. Von 2009 bis 2016 war Schell bei UTC Aerospace Systems (bis 2012 Unternehmensteil der Hamilton Sundstrand) in verschiedenen Positionen tätig, zuletzt als Vice President Digital Transformation. Von 2016 bis 2022 leitete er als Chief Executive Officer das in Friedrichshafen ansässige Unternehmen Rolls-Royce Power Systems, ein Hersteller von Motoren und Energielösungen. In dieser Zeit war er auch Mitglied des Vorstands der Rolls-Royce plc. Zum 15. November 2022 übernahm Schell als Nachfolger von Frank Mastiaux die Rolle des Vorsitzenden des Vorstands bei der EnBW Energie Baden-Württemberg AG, die er bis 2035 zur Klimaneutralität führen wollte. In diesem Kontext verkündete Schell Anfang 2023 einen kompletten Ausstieg aus der Kohlenutzung zur Energieerzeugung der EnBW bis 2028. Am 8. März 2024 trat er nach einer außerordentlichen Sitzung des Aufsichtsrates zurück. Ihm folgte Georg Stamatelopoulos nach. Am 3. Juni 2025 wurde er zum CEO des Berliner Solarparkentwicklers ib vogt GmbH ernannt.

## Privatleben
Schell ist verheiratet und hat zwei Kinder. 2022 nahm er am Triathlon Ironman Kalmar teil.

## Mitgliedschaften
Andreas Schell ist Vorstand der Zeppelin Universitätsgesellschaft, Mitglied im Verband der Elektrotechnik Elektronik Informationstechnik und Gründungsmitglied des Heimat- und Geschichtsvereins Herborn-Seelbach.